# Riedöschinger Travertin

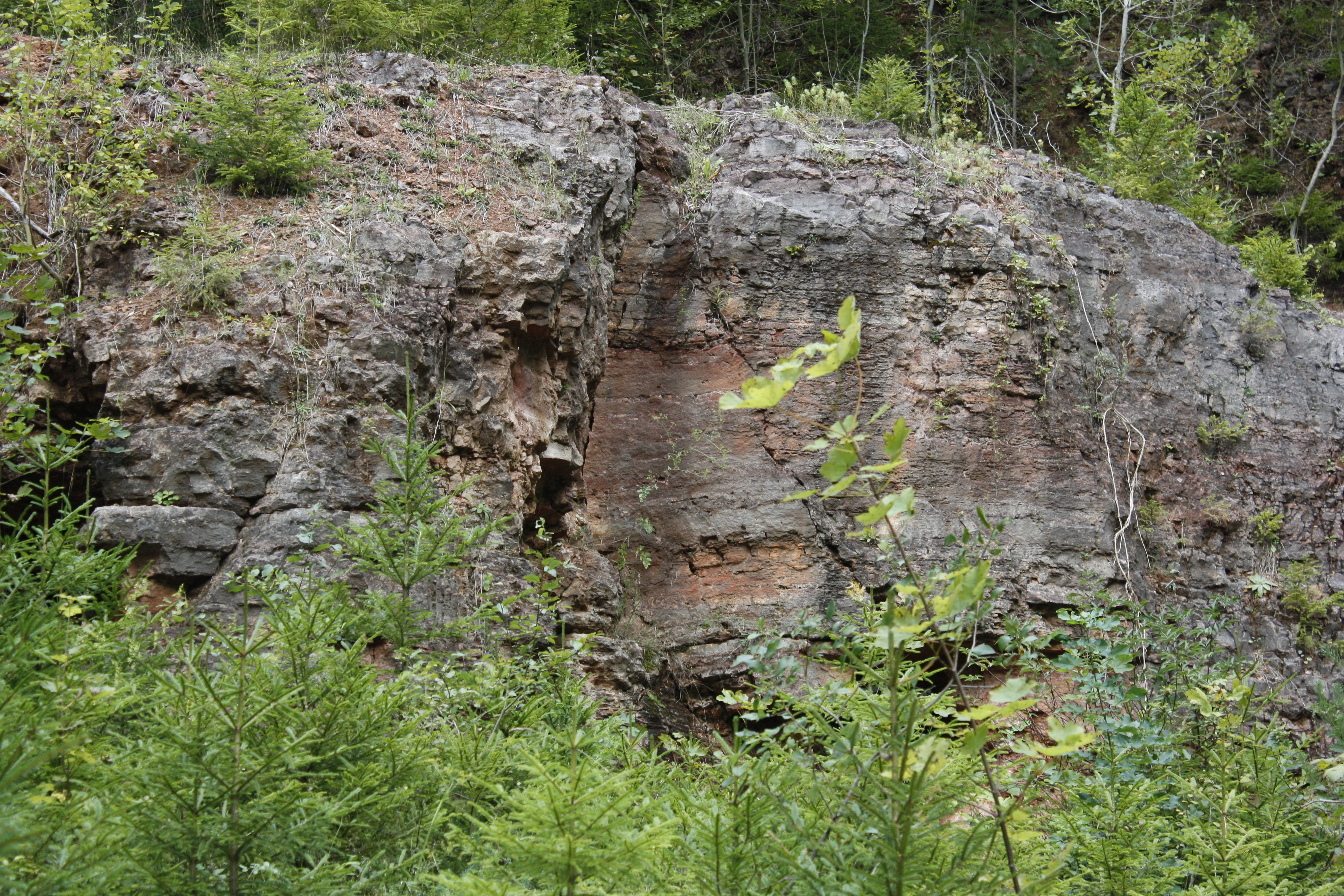
Gesamtansicht des Roten Steins

Der Riedöschinger Travertin, auch teilweise als Roter Stein bezeichnet, stellt ein Travertinkalkvorkommen in einem aufgeschlossenen Steinbruch nahe der Ortschaft Riedöschingen (Schwarzwald-Baar-Kreis, Baden-Württemberg, Deutschland) auf Gemeindegebiet der Stadt Blumberg auf rund 780 Meter über Meer dar.

## Travertin als Bezeichnung
Travertine (lateinisch lapis tiburtinus) weisen eine Reihe von speziellen Merkmalen (z. B. genetische Besonderheiten) auf, welche diesem Gestein neben den Kalktuffen, Seekalken und Sintern eine eigene Kategorie gewähren. Die Typuslokalität des Travertins ist der Travertin von Tivoli bei Rom. Seit der Antike wird der heute sogenannte Römische Travertin als Baustein abgebaut und ist zum Beispiel auf dem Petersplatz in Rom zu sehen.

## Entstehung

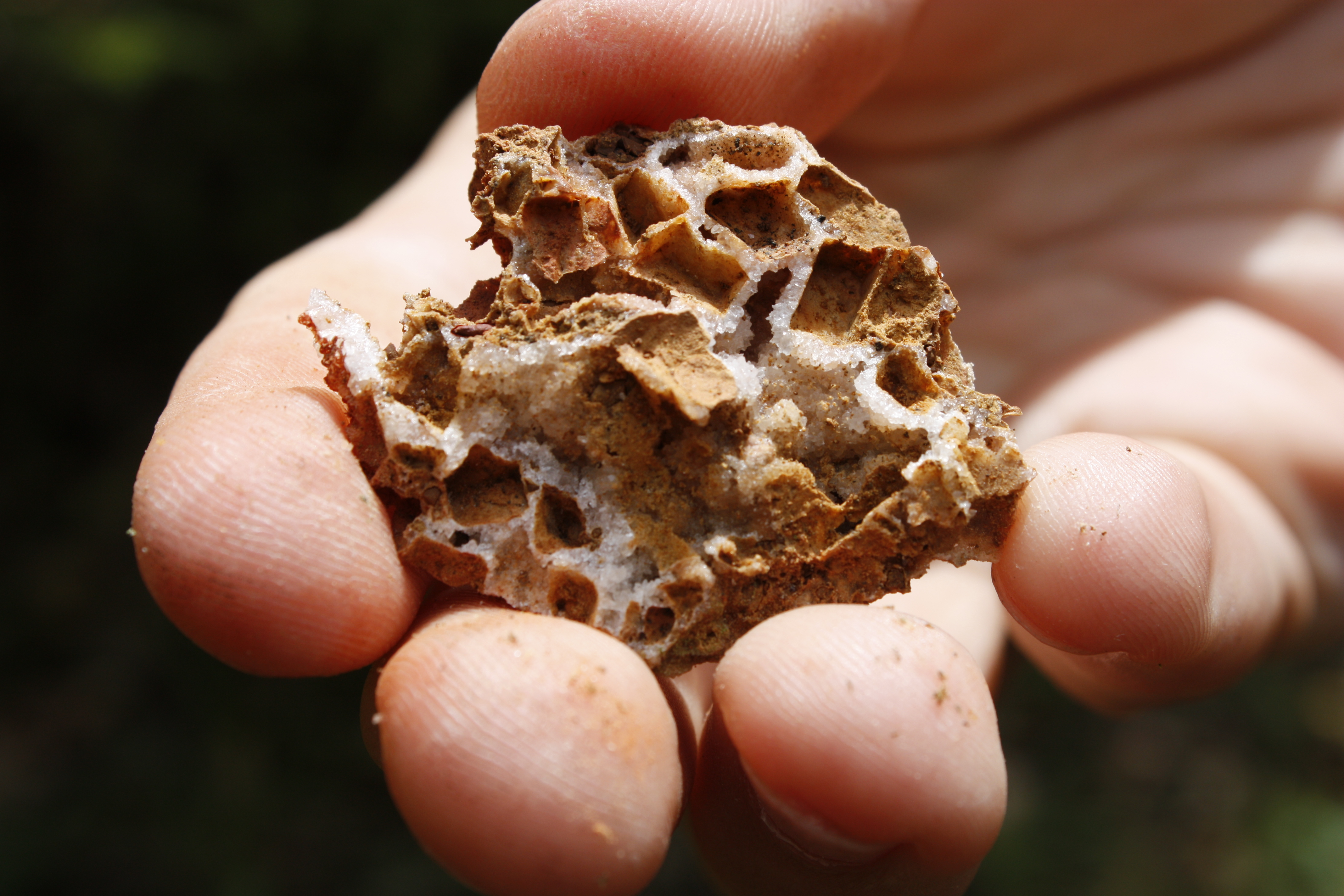
Detailansicht des Riedöschinger Roten Steins

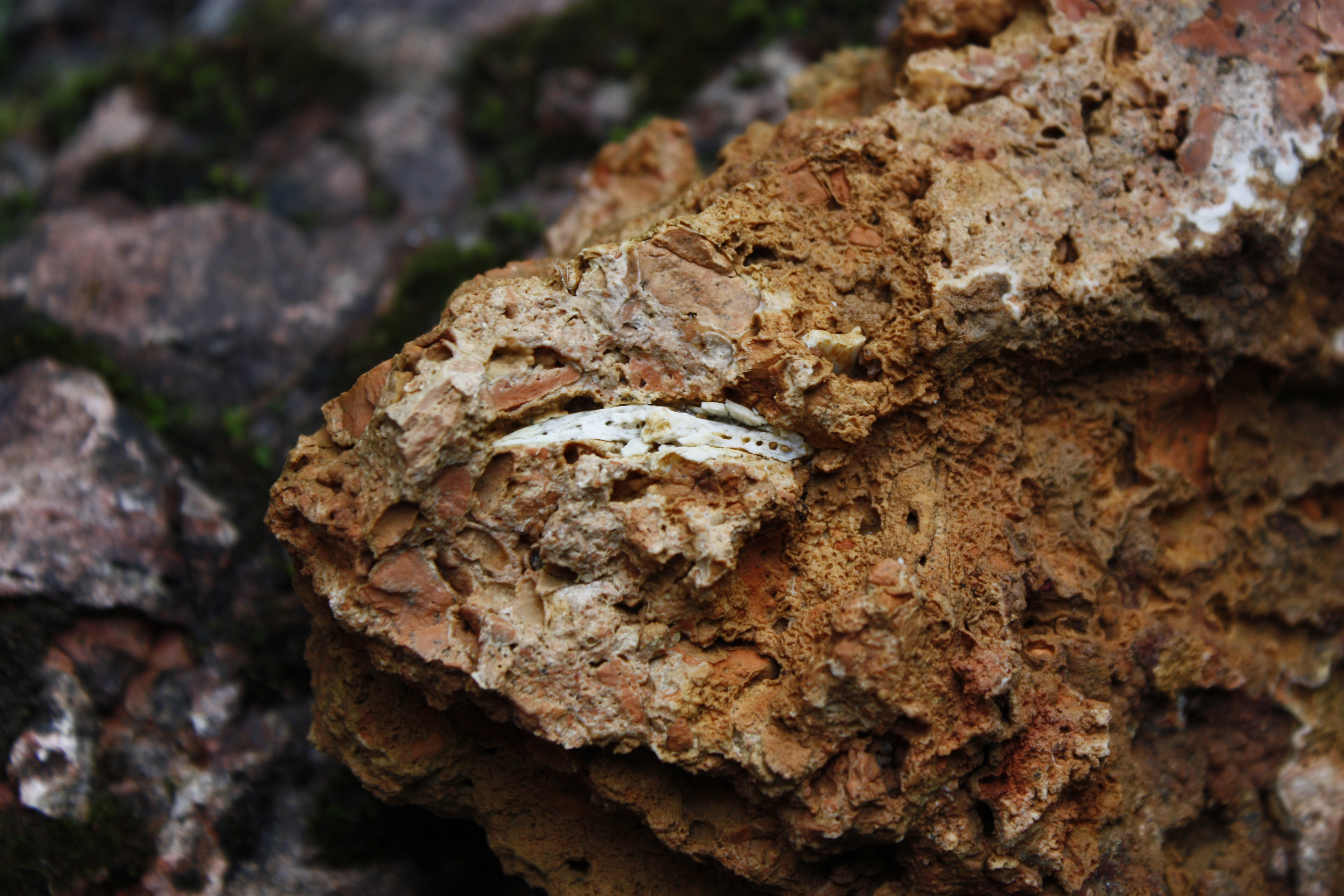
Versteinerung in einem Stück Stein

Der Riedöschinger Travertin entstand, ähnlich wie einige Gesteinsformationen im Yellowstone-Nationalpark, aus Heißwasserablagerungen. Die Entstehung des Riedöschinger Travertins steht vermutlich in enger Verknüpfung mit der Entstehung der Vulkane im Hegau. Aus einer Spalte soll demnach kohlensäurehaltiges und thermales Wasser aufgestiegen sein und hat sich während seines Aufstieges durch den Jura mit gelöstem Kalk angereichert. An der Erdoberfläche angekommen, hat sich das Wasser in einer Mulde gesammelt und den Kalk danach ausgeschieden.

## Gesteinsbeschreibung
Rote Travertine sind relativ selten. Der sogenannte Rote Stein weist, je nach Einlagerung von Eisenoxiden, wechselnde rote, violette und weiße Farbtöne auf. Die rötliche Färbung lässt sich auf die im Grundgebirge enthaltenen und mitgeschwämmten Eisenoxide zurückführen. Aus der horizontalen Lagerung lässt sich außerdem schließen, dass sich der Rote Stein unmittelbar bei diesem ehemaligen Quellgebiet befindet.
Neben der Geologie sind an diesem Travertin auch die zahlreich auftretenden Fossilien interessant. Verschiedene Frosch- und Lurcharten hielten sich zu Zeiten der Aktivität der Quellen in diesem Gebiet auf und wurden im Laufe der Auskristallisation im entstehenden Gestein eingeschlossen.

## Verwendung
Von diesem Naturstein gibt es wenig gesicherte Verwendungsbeispiele. Er fand als Mauerstein beim Hausbau in der Umgebung von Riedöschingen und im Altarraum in der Kirche St. Martin in Riedöschingen als Stufen und Bodenbelag Verwendung.

## Steinbruch
Der Travertin-Steinbruch liegt etwa 1,3 km westlich von Riedöschingen. Die 20 Meter hohe Abbauwand der Gesteinsschicht kann im Steinbruch betrachtet und im Norden 150 Meter weit mit abnehmender Mächtigkeit verfolgt werden. Die gesamte Ausdehnung dieser Gesteinsschicht ist nicht bekannt. Der Steinbruch ist seit 1995 nicht mehr in Betrieb.

## Gesteinsvorkommen in der Umgebung
Ein weiteres Beispiel für einen Thermalsinterkalk (Travertin) liegt nordöstlich von Tengen auf der Kappe des Wannenberges.
Ebenfalls auf Blumberger Gemeindegebiet liegt der Blaue Stein von Randen, ein Basalt, der als westlichster Ausläufer des Hegaus gilt.